# Eddy Pinedo
Eddy Valentino Pinedo Saavedra (Perú, 7 de abril de 2004) es un jugador de baloncesto hispano-peruano que pertenece a la plantilla de los Saint Francis Red Flash de la NCAA. Con 2,02 metros de estatura juega en la posición de ala-pívot.

## Trayectoria
Eddy nacido en Perú, fue criado desde muy joven en Murcia, es hijo de un ex-baloncestista profesional, su madre practicó voleibol profesionalmente y su hermana melliza también juega a baloncesto. En 2013, con apenas 9 años ingresó en la cantera del UCAM Murcia CB de la que salió en 2019, para jugar en el CB Torrelodones. 
En verano de 2021, se marcha a Estados Unidos para ingresar en la Sunrise Christian Academy en Wichita (Kansas), con el que se proclamaría en febrero de 2022 campeón de High School (NIBC championship).
En 2022 dio el salto a la NCAA jugando para los East Carolina Pirates de la  Universidad del Este de Carolina, y tras dos años allí, en 2024 se unió a los Red Flash de la Universidad Saint Francis.

## Selección nacional
Eddy fue un habitual en las categorías inferiores de la selección de baloncesto de España. 
El 7 de agosto de 2022, logró el EuroBasket Sub-18 celebrado en Turquía, donde la selección española ganó el oro.